# 玩转全家福
《玩转全家福》（英文：A Journey Of Happiness）是一部2019年粤语贺岁喜剧电影，马来西亚与香港联合出品。讲述一个香港家庭到马来西亚自驾游旅行时，遇到一连串灾难与搞笑事的故事。由丁仕昀指导；卢海鹏，郑欣宜，林德信，林晓峰，阿牛，林明祯等人主演，于2019年2月5日在馬來西亞上映。
新加坡于1月31日上映华语配音版本，而中国也使用此配音版本配合上映。

## 剧情大纲
自从老婆一年前去世，萧发（卢海鹏 饰）一直郁郁寡欢，大儿子萧炳（林晓峰 饰）是个房屋经纪人，二女儿萧心（郑欣宜 饰）是个旅游领队；小儿子萧立（林德信 饰）是个梦想成为红人的无业者。新年前夕，女儿萧心决定带一家人从香港飞到马来西亚，自驾游要去金马仑过农历新年，途中遇到各种人物，一路上状况百出，又惊又喜，到底萧家成功到达目的地呢？

## 演員

### 萧家
| 演員   | 角色 | 暱稱／關係                                      | 中国版配音 |
| 卢海鹏 | 萧发 | 萧心、萧立和萧炳的爸爸                          |            |
| 郑欣宜 | 萧心 | 萧发的女儿 旅游领队                             |            |
| 林德信 | 萧立 | 萧发的二儿子 宅男，沉迷于网络，梦想成为网络红人 |            |
| 林晓峰 | 蕭炳 | 萧发的大儿子 房屋经纪人                         |            |

### 其他角色
| 演員        | 角色   | 暱稱／關係 | 中国版配音 |
| 阿牛/陳慶祥 | 崔风   |            |            |
| 林明祯      | 南瓜   | 南瓜BB     |            |
| 邵音音      | Orchid |            |            |
| 朱咪咪      | 朱太   |            |            |
| 郑锦昌      | 拿督   |            |            |
| 黄俊熙      | 朱仔   |            |            |
| 何颖璇      |        |            |            |

- 阿卡贝拉人声乐团 'Colour Of Voices' 特别演出
  - Tux (吴俊利)
  - Kru (Krutika Muralidharan)
  - Shark (Jaswan Abdullah)
  - Joe (Juhairee Khan)
  - Asnal (Asnal Nashriq Bin Khirrudin)
  - Acai (Ikhwan Shah)

## 制作

### 主题曲
电影的主题曲《金吉興旺》是由阿牛陈庆祥与陈温法作词、阿牛作曲，共有两个版本。原装版本除了华语演唱外，还加入闽南语/福建话和粤语，阿牛演唱与其他主要角色演唱。 而全华语版本《红啦牛啦火啦发啦》各分为两种，一种是阿牛独唱版本（也附上抖音版本），而另一个版本则是KTV字幕版本。KTV字幕版本是网友发现网上有其他歌手也唱这首歌，因此把它们合并制作成MV。KTV字幕版和三语原版本大约3分钟，而阿牛独唱版本是大约2分钟。